# Летем
Летем (англ. Lethem) — населений пункт в державі Гаяна. Адміністративний центр регіону Верхнє Такуту-Верхня Есекібо.

## Географія
Місто розташоване на річці Такуту на кордоні з Бразилією, навпроти бразильського населеного пункту Бонфін.

### Клімат
Місто знаходиться у зоні, котра характеризується мусонним кліматом. Найтепліший місяць — жовтень із середньою температурою 28.9 °C (84 °F). Найхолодніший місяць — червень, із середньою температурою 26.7 °С (80 °F).
| Клімат Летема           | Клімат Летема | Клімат Летема | Клімат Летема | Клімат Летема | Клімат Летема | Клімат Летема | Клімат Летема | Клімат Летема | Клімат Летема | Клімат Летема | Клімат Летема | Клімат Летема | Клімат Летема |
| Показник                | Січ.          | Лют.          | Бер.          | Квіт.         | Трав.         | Черв.         | Лип.          | Серп.         | Вер.          | Жовт.         | Лист.         | Груд.         | Рік           |
| Абсолютний максимум, °C | 34            | 34            | 35            | 34            | 33            | 33            | 33            | 33            | 33            | 36            | 35            | 33            | 36            |
| Середній максимум, °C   | 32            | 32            | 32            | 32            | 31            | 30            | 30            | 31            | 32            | 33            | 33            | 32            | 32            |
| Середня температура, °C | 27            | 27            | 27            | 27            | 27            | 26            | 26            | 27            | 27            | 28            | 28            | 27            | 27            |
| Середній мінімум, °C    | 22            | 22            | 22            | 23            | 23            | 22            | 22            | 23            | 23            | 24            | 23            | 23            | 23            |
| Абсолютний мінімум, °C  | 20            | 17            | 20            | 21            | 20            | 21            | 20            | 21            | 18            | 21            | 21            | 17            | 17            |
| Норма опадів, мм        | 30            | 30            | 30            | 140           | 290           | 300           | 370           | 230           | 80            | 50            | 100           | 30            | 1730          |
| Днів з дощем            | 2             | 2             | 2             | 8             | 15            | 16            | 16            | 14            | 5             | 4             | 6             | 2             | 76            |
| Вологість повітря, %    | 64            | 68            | 67            | 66            | 76            | 77            | 78            | 75            | 68            | 64            | 69            | 69            | 70            |
| ----------------------- | ------------- | ------------- | ------------- | ------------- | ------------- | ------------- | ------------- | ------------- | ------------- | ------------- | ------------- | ------------- | ------------- |
| Джерело: Weatherbase    |               |               |               |               |               |               |               |               |               |               |               |               |               |

## Історія
Місто назване на честь Гордона Джеймса Летем, який в першій половині 1940-х років був губернатором колонії Британська Гвіана.

## Населення
У 2002 році тут проживало 1178 осіб.

## Транспорт

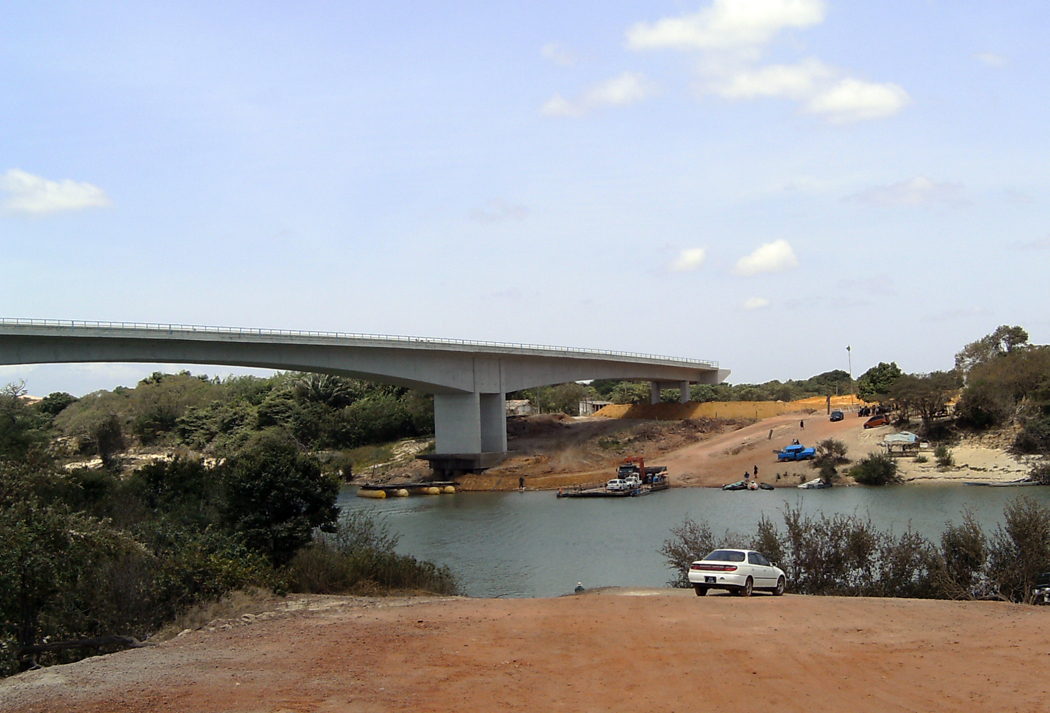
Прикордонний міст через річку Такуту

Поруч з містом розташований Аеропорт Летем.
У 2009 році на виділені урядом Бразилії гроші через річку Такуту був споруджений міст, через який проходить єдина дорога, що сполучає Бразилію і Гаяну. У зв'язку з тим, що в Бразилії - правосторонній рух, а в Гаяні - лівосторонній, при перетині річки по мосту водіям доводиться міняти сторону дороги.